# 慕容復
慕容復（ぼよう ふく）は、金庸の武俠小説『天龍八部』の登場する架空の人物。武術の達人で、4人の主人公中の敵役として活躍する。

## 性格
眉目秀麗で瀟洒な若者であり、周囲の人望を集めているが、その実、陰険で冷酷な性格である。この点は、慕容復と並んで「二大俠客」と称される蕭峯のような豪放磊落さとは異なる。復讐心が非常に強く、段誉らが忘れてしまうほど過去の恨みを、かなりの長期に渡って引きずる傾向もあった。また、野心のためなら女性も捨ててしまう性格は、段誉とは全くの正反対であり、愛情のためには王位をも捨ててかまわないかのような段誉に不信を感じてもいた。
また、相当な野心家で燕国の復興のためなら手段を選ばない。思想的に権力や社会的地位にこだわらない段誉や蕭峯らとは好対照をなしている。

## 概要
既に滅びた鮮卑系・慕容部の血を引いており、名前の「復」は「燕を復興する」という意味で名づけられたもの。
物語の初期から「北の喬峯、南の慕容」と称され、天下の二大俠客として名前だけ登場。本格的に物語に姿を見せるのは物語半ばからであるが、段誉は、人望があり、自身の思い人である王語嫣からも一途に愛されている慕容復に嫉妬心を抱いていた。
ただ、行動規範として義俠心を旨とし、正々堂々と行動する蕭峯らと異なり、名声・権力を求め、どこか裏で陰謀を企てる慕容復は、あまりいい人間とは描かれていない。特に、燕復興のためとは言え、段延慶の義子になろうと目論み、それを不義・不忠・不孝の振る舞いとして諌めた包不同を手討ちにした点は致命的。これまで慕容復に忠義を尽くしてきた義兄弟全員に愛想をつかれてしまうと言う大失敗を犯してしまった。

## 武功
初期においては、喬峯（のちの蕭峯）と並び、天下で一、二を争う武術の達人。天下の武術に精通しており、あらかたの武術は使用可能。対戦相手の得意技をコピーし、それをそのまま返すため、「彼の道をもって、また彼の道に施す」というのが慕容復のキャッチコピーであった。
しかし、物語中の他の主人公である段誉・虚竹らが急成長を遂げると、相対的ではあるが地位は低下。ついに少室山で不完全ながらも「六脈神剣」を会得した段誉に痛恨の敗北を喫し、また不意打ちを仕掛けたところを蕭峯に叩き伏せられるという失態をさらしてしまった。
斗転星移（とてんせいい）
慕容家に伝わる絶技。相手の攻撃の力を利用し、そのまま相手に撥ね返す技。基本的には1対1で周囲に人間がいない状況で使う技。死体をみるだけでは、あたかも自分の得意技で殺されたように見えるため、慕容家は江湖の全ての武術を習得しているかのように見える。もっとも、慕容復は打狗棒術をはじめ、多くの武術を習得しているため、江湖の噂がまったくでたらめとも言えない。
気のような実体のないものを使用する武術への対応はできないわけではないが、普通の攻撃を撥ね返す以上に修行が必要がある。そのため、星宿老怪丁春秋の化功大法や段誉の六脈神剣などとはすこぶる相性が悪い。

## 注・出典
1. ↑  他の3人は丐幇の幇主・蕭峯、大理国の王子・段誉、少林寺の修行僧・虚竹。